# Polish International 1990
Die Polish International 1990 im Badminton fanden vom 30. März bis zum 1. April 1990 in Warschau statt.

## Medaillengewinner
| Disziplin    | Gold                                      | Silber                           | Bronze                          |
| ------------ | ----------------------------------------- | -------------------------------- | ------------------------------- |
| Herreneinzel | Fung Permadi                              | Søren B. Nielsen                 | Thomas Stuer-Lauridsen          |
| Herreneinzel | Fung Permadi                              | Søren B. Nielsen                 | Jacek Hankiewicz                |
| Dameneinzel  | Chen Ying                                 | Camilla Martin                   | Natalja Ivanova                 |
| Dameneinzel  | Chen Ying                                 | Camilla Martin                   | Diana Koleva                    |
| Herrendoppel | Christian Jakobsen Thomas Stuer-Lauridsen | Yap Yee Guan Yap Yee Hup         | Thomas Madsen Johnny Sørensen   |
| Herrendoppel | Christian Jakobsen Thomas Stuer-Lauridsen | Yap Yee Guan Yap Yee Hup         | Tan Kim Her Yap Kim Hock        |
| Damendoppel  | Chen Ying Sheng Wengqing                  | Helene Kirkegaard Camilla Martin | Trine Johansson Marlene Thomsen |
| Damendoppel  | Chen Ying Sheng Wengqing                  | Helene Kirkegaard Camilla Martin | Lang Qiuju Peng Xinyong         |
| Mixed        | Christian Jakobsen Marlene Thomsen        | Jerzy Dołhan Bożena Haracz       | Mikhail Korshuk Irina Serova    |
| Mixed        | Christian Jakobsen Marlene Thomsen        | Jerzy Dołhan Bożena Haracz       | Liu Jianjun Sheng Wenqing       |

## Finalergebnisse
| Disziplin    | Sieger                                    | Finalist                         | Ergebnis           |
| ------------ | ----------------------------------------- | -------------------------------- | ------------------ |
| Herreneinzel | Fung Permadi                              | Søren B. Nielsen                 | 15–6, 15–4         |
| Dameneinzel  | Chen Ying                                 | Camilla Martin                   | 4–11, 11–7, 11–1   |
| Herrendoppel | Christian Jakobsen Thomas Stuer-Lauridsen | Yap Yee Guan Yap Yee Hup         | 15–10, 12–15, 15–5 |
| Damendoppel  | Chen Ying Sheng Wengqing                  | Helene Kirkegaard Camilla Martin | 18–15, 15–1        |
| Mixed        | Christian Jakobsen Marlene Thomsen        | Jerzy Dołhan Bożena Haracz       | 15–5, 10–15, 18–16 |